# Мирза, Азиз
Азиз Мирза (хинди अजीज मिर्जा, англ. Aziz Mirza, род. 1947) — индийский кинорежиссёр
, кинопродюсер, сценарист. Лауреат Filmfare Award за лучший сценарий в 1993 году.

## Карьера
Мирза был связан с кинобизнесом с детства. Его отец Ахтар Мирза написал сценарии для таких фильмов как «Новый век» (1957) и «Испытание временем» (1965). Браз Азиза — Саид Ахтар Мирза является режиссёром параллельного кинематографа.
Свою карьеру Мирза начал в качестве актёра снявшись в нескольких фильмах, включая «Испытание дружбы» (1969) Яша Чопры и «Почему сердится Альберт Пинто» (1980) его брата Саида Мирзы. После чего на некоторое время занялся транспортным бизнесом. В кино он вернулся в 1985 году, присоединившись к своему брату и режиссёру-ветерану Кундану Шаху для создания новой кинокомпании Iskra.
Первыми его работами в качестве режиссёра были телесериалы Nukkad (1987, только 1 эпизод), Manoranjan и «Цирк» (1989) с Ашутошем Говарикером и начинающим актёром Шахрухом Ханом. Его первым фильмом стала картина «Мечты Джентльмена» с Шахрухом и Джухи Чавлой. Сюжет фильма был позаимствован с фильма Раджа Капура «Господин 420». Кассовые сборы «Мечты джентльмена» были весьма неплохими. Следующий фильм «Как боссу утёрли нос» также был успешен. По словам режиссёра, также написавшего сценарий, его вдохновил фильм Билли Уайлдера «Квартира» 1960 года, рассказывающий о человеке пойманном в ловушку своих амбиций. Однако фильм Мирзы не является ремейком «Квартиры», в нём нет ни одной похожей сцены. Оба фильма были посвящены молодым людям из среднего класса, желающим разбогатеть.
В 1999 году Азиз Мирза основал кинокомпанию Dreamz Unlimited совместно с Ханом и Чавлой. Их первый проект «Трепетные сердца» (2000) провалился в прокате. Однако, третий фильм «Дорогами любви» с Ханом и Рани Мукерджи в главных ролях стал хитом. После этого Мирза сделал перерыв в своей карьере по причине смерти жены.
В 2007 году Мирза вернулся с проектом «Талисман удачи». Главные роли исполнили Шахид Капур и Видья Балан. Кассовые сборы картины были средними.

## Фильмография
| Год  | Фильм                | Оригинальное название       | Режиссёр | Продюсер | Сценарист |
| ---- | -------------------- | --------------------------- | -------- | -------- | --------- |
| 1989 | Цирк                 | Circus (series)             | Да       |          |           |
| 1992 | Мечты джентльмена    | Raju Ban Gaya Gentleman     | Да       |          | Да        |
| 1997 | Как боссу утёрли нос | Yes Boss                    | Да       |          | Да        |
| 2000 | Трепетные сердца     | Phir Bhi Dil Hai Hindustani | Да       | Да       |           |
| 2003 | Дорогами любви       | Chalte Chalte               | Да       | Да       | Да        |
| 2008 | Талисман удачи       | Kismat Konnection           | Да       |          |           |